# 藥燉排骨
藥燉排骨是普及於台灣市集販售的冬天豬肉進補製品，食用歷史悠久，是台灣特有的小吃，與南洋的肉骨茶香料不太一樣，但皆取豬肋骨瘦肉塊熬煮，分碗出售；台灣士林夜市、饒河街夜市的藥燉排骨最為著稱。

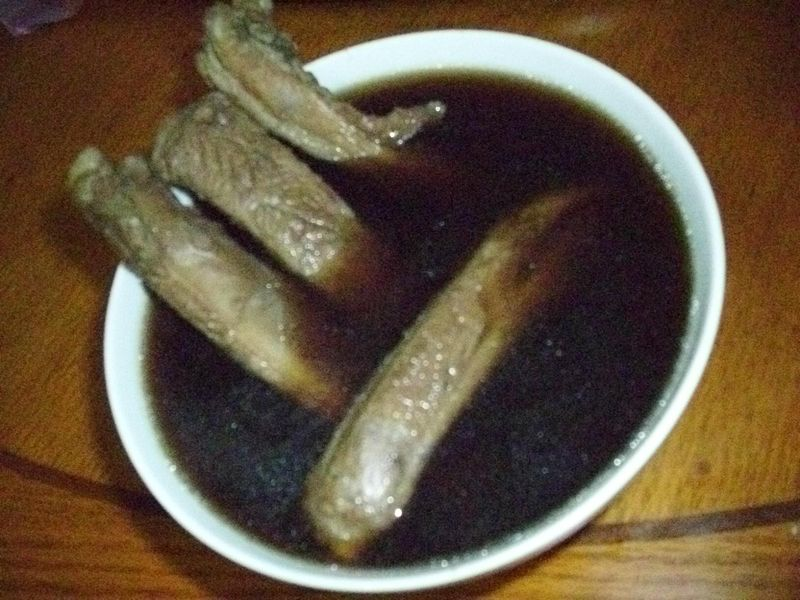
台灣台中市大雅觀光夜市的藥燉排骨

## 主要食材
- 豬肋排骨（汆燙去血後使用）
- 當歸
- 川芎
- 熟地（黑色湯汁的顏色來源）
- 白芍
- 枸杞
- 桂枝
- 人蔘鬚
- 黑棗
- 米酒

## 擺甕
- 台灣藥燉排骨店前櫃檯，商家講究者一般會擺中型陶甕；另外擺中型陶甕尚有夏天販賣青草茶、涼茶店。

## 外部連結
- 康寶養生藥膳